# Empis trigramma
Empis trigramma är en tvåvingeart som beskrevs av Christian Rudolph Wilhelm Wiedemann 1822. Empis trigramma ingår i släktet Empis och familjen dansflugor. Arten är reproducerande i Sverige. Inga underarter finns listade i Catalogue of Life.

## Bildgalleri

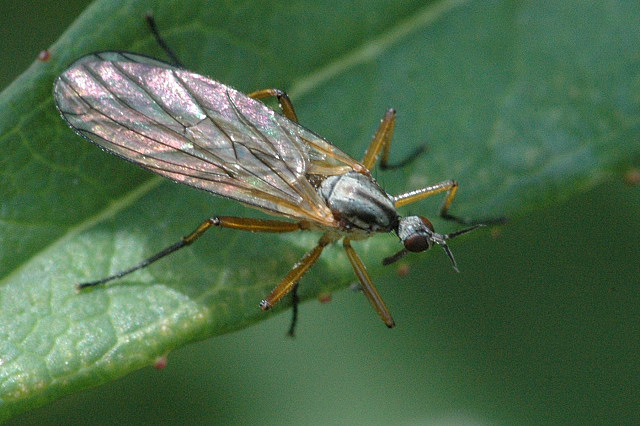
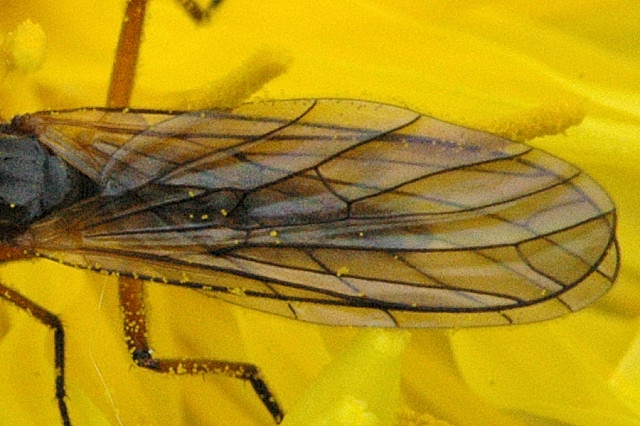
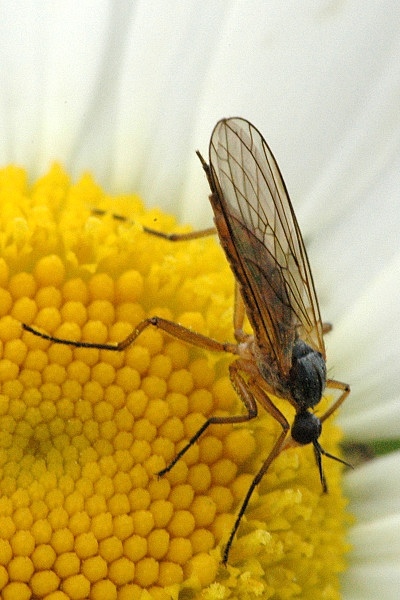